# Charles Gérardin
Charles Hypolite Louis Gérardin (Saint-Louis, 27 dicembre 1843 – Parigi, 1921) è stato un politico francese.
Fu una personalità della Comune di Parigi.

## Biografia
Figlio di un impiegato ministeriale, lavorò come commesso viaggiatore di una fabbrica di tappezzerie. Durante l'assedio prussiano di Parigi, nel 1870, fu comandante del 257º battaglione della Guardia nazionale e membro del Comitato centrale dei venti arrondissement municipali.
Avversario del governo di Difesa nazionale, fu tra i firmatari del'Affiche rouge, il manifesto con il quale, il 7 gennaio 1871, il Comitato centrale chiedeva la formazione della Comune di Parigi.
Il 26 marzo 1871 fu eletto al Consiglio della Comune e fu membro della Commissione sicurezza e di quella esteri. Favorevole alla costituzione del Comitato di Salute pubblica e ne fu uno dei cinque membri dal 1º maggio, ma quando l'amico Louis Rossel, dal 30 aprile responsabile militare della Comune, si dimise e fu fatto arrestare dal Comitato, il 10 maggio lo fece evadere e lo nascose a Parigi.
Subito dopo Gérardin lasciò la Francia per il Belgio e poi per l'Inghilterra. Tornò in Francia dopo l'amnistia del 1880.